# Hypotephrina exmotaria
Hypotephrina exmotaria là một loài bướm đêm trong họ Geometridae.